# Hermann August Hagen

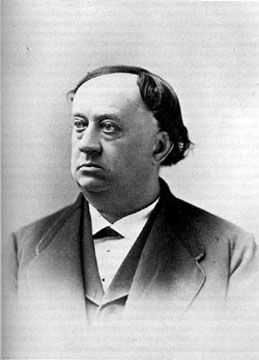
Hermann August Hagen

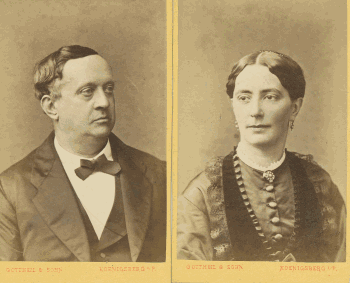
Ehepaar Hagen vor der Auswanderung in die USA

Hermann August Hagen (* 30. Mai 1817 in Königsberg i.Pr.; † 9. November 1893 in Cambridge (Massachusetts), USA) war ein deutscher Arzt, Zoologe und Insektenkundler. An der Harvard University wurde er der erste Professor für Entomologie an einer amerikanischen Universität.

## Leben
Hagen stammt aus der Königsberger Gelehrtenfamilie Hagen. Er ist Sohn des Nationalökonomen Carl Heinrich Hagen, Enkel von Karl Gottfried Hagen, dem letzten Universalgelehrten an der Albertus-Universität Königsberg, und Neffe von Ernst August Hagen, dem ersten Professor für Kunstgeschichte und Ästhetik im Königreich Preußen.
Nach dem Abitur 1836 studierte Hagen zunächst auf Wunsch des Vaters Medizin in Königsberg. Später integrierte er Zoologie mit Studienaufenthalten in Berlin, Wien und Paris. Nach dem medizinischen Staatsexamen in Königsberg war er hier einige Jahre als Assistent an der Chirurgischen Universitätsklinik, schließlich als praktischer Arzt tätig. 1840 promovierte er zum Dr. phil.
Über einen Vortrag, den er vor der Physikalisch-ökonomischen Gesellschaft am 19. März 1852 unter dem Titel Lebensweise der Termiten gehalten hatte, wurde der russische Entomologe Karl Robert von der Osten-Sacken auf ihn aufmerksam. Nach der Herausgabe der zweibändigen Bibliotheca Entomologica (1862) empfahl Osten-Sacken Hagen an die Universität in Cambridge/Massachusetts. Auf Veranlassung von Louis Agassiz erhielt er 1867 den Ruf dorthin und wirkte zunächst als Kurator des Museum of Comparative Zoology der Harvard-Universität und übernahm dort die berühmte Insektensammlung. Er erlangte bald einen solchen Ruf, dass Personen wie der spätere Professor John Henry Comstock zu seinen Schülern zählten. 1870 wurde er in Harvard der erste Professor für Entomologie an einer amerikanischen Universität.
Er war Spezialist für Netzflügler und Libellen. 1845 begann er mit Edmond de Sélys Longchamps zusammenzuarbeiten, was dann 1850 in dem zusammenfassenden europäischen Großwerk Revue des Odonates mündete. Hagen unterstützte auch Selys’ Arbeiten, was dazu führte, dass Selys in dem Katalog von William Forsell Kirby als Erstbeschreiber einiger Arten genannt wird, die eigentlich bereits auf Hagen zurückzuführen sind. Seine aus Königsberg mitgebrachte Bernsteinsammlung mit organischen Einschlüssen bildet noch heute den Kern der bedeutenden Inklusensammlung dieses Museums.
Einige der von Hagen gebrauchten Termini waren noch nicht richtig definiert. Dies wurde 1857 durch den irischen Entomologen Alexander Henry Haliday behoben.
Beeinflusst wurde Hagen durch seinen Großvater, Karl Gottfried Hagen, der, nachdem er 1816 die Hofapotheke an seinen Sohn Johann Friedrich abgegeben hatte, in die Ziegelstraße am Burgkirchenplatz umzog. In dem „Auditorium“, in dem K.G. Hagen seine Bernstein- und Herbariensammlung aufgestellt hatte, befand sich auch eine Entomologische Sammlung. Die Insekten hatte Hagen selbst gefangen und in selbst gefertigten Glaskästchen aufbewahrt. Diese Sammlung faszinierte den um 10-jährigen Hermann August so sehr, dass er sich früh entschloss, Zoologe zu werden. Diese Entomologische Sammlung Karl Gottfried Hagens dürfte später der Grundstock für diejenige von Hermann August Hagen geworden sein, auf der seine Bibliotheca Entomologica 1862 fußte. Verheiratet war er mit Elise Johanna Marie Gerhards (18. Juli 1832 – 17. August 1917). Die Ehe blieb kinderlos. Regen Kontakt hielt er mit seinen fünf Brüdern, insbesondere mit Adolf Hermann Wilhelm Hagen, Stadtrat, Kämmerer und liberaler Politiker. Hermann August Hagens Frau zog nach dem Tod ihres Ehemanns nach Königsberg zurück. Vor seinem Tod litt Hagen an einem peripheren Nervenleiden. Beerdigt wurde er auf dem Universitätsfriedhof Mount Auburn in Cambridge (Massachusetts).

## Ehrungen
Hagen war Mitglied der Physikalisch-ökonomischen Gesellschaft in Königsberg, der American Academy of Arts and Sciences (1868), der American Philosophical Society (1886) und der „Amerikanischen Gesellschaft für Entomologie“. Er gründete den „Cambridge Entomological Club“. 1863 erhielt er die Ehrendoktorwürde der Albertus-Universität Königsberg. Im Jahr 1884 wurde er zum Mitglied der Leopoldina gewählt.
1860 benannte der österreichische Entomologe Friedrich Moritz Brauer die Schnabelfliegenart Hagens Mückenhaft (Bittacus hageni) zu Ehren von Hermann August Hagen, 1863 wurde die amerikanische Kleinlibellenart Enallagma hageni von Benjamin Dann Walsh nach ihm benannt.

## Veröffentlichungen
- 1840: Synonymia Libellarum Europaearum
- 1850: Edmond de Sélys Longchamps: Revue des Odonates ou Libellules d'Europe (= Mémoires de la Société Royale des Sciences de Liège. Bd. 6) (Mitarbeit)
- 1852: Lebensweise der Termiten (Vortrag und Veröffentlichung)
- Mit François Jules Pictet: (Hrsg. Georg Carl Berendt): Die im Bernstein befindlichen organischen Reste der Vorwelt. Zweiter Band. II. Abtheilung. Die im Bernstein befindlichen Neuropteren der Vorwelt. Nicolai, Berlin 1856 (Archive)
- 1857: Edmond de Sélys Longchamps: Monographie des Gomphines (Mitarbeit)
- 1855–1860: Termiten (Monographie)
- 1862–1863: Bibliotheca Entomologica, 2 Bände, Leipzig: W. Engelmann, Band 1, Band 2
- 1867: Die Neuroptera der Insel Cuba (auf Wikisource)
- 1869: Zur Odonaten-Fauna von Neu-Granada nach Lindig’s Sammlungen (auf Wikisource)